# Teen Idols
I Teen Idols erano un gruppo pop punk originaria di Nashville (Tennessee). Si sono formati nel 1992 da Phillip Hill e originariamente si sciolsero nel 2003. La band si riunì nel 2008 a Chicago (Illinois) con una scaletta reinventato prima di sciogliersi di nuovo nel 2010.

## Storia del gruppo
La band si formò nel 1992 a Nashville (Tennessee) e rapidamente guadagnato popolarità. Durante la metà degli anni 90, hanno commercializzato diversi EP sotto l'etichetta indipendente locale, House O 'Pain. Nel 1996, il Nashville Music Association nomina la band come miglio artista indipendente dell'anno. Un anno dopo, i Teen Idols pubblicarono il loro primo album omonimo tramite l'etichetta indipendente Honest Don's Records. Hanno pubblicato altri due album sotto l'etichetta Honest Don's prima di firmare per la Fueled by Ramen all'inizio del 2003. In quel tempo, Keith Witt lasciò la band e Kevin Sierzega ha assunto la voce. Poco dopo, la band ha registrato Nothing to Prove nel luglio 2003, ma si sciolse durante il tour successivo. Durante la loro carriera, i Teen Idols si esibirono in numerosi tour negli Stati Uniti come supporto di altre band di spicco come NOFX, Anti-Flag, Less Than Jake, e The Queers.
Il 26 dicembre 2008, i Teen Idols annunciato sul loro blog di MySpace di aver deciso di riesibirsi e rimettersi in gioco. Nei primi mesi del 2009, i Teen Idols annunciato un tentativo di accordo per firmare con Fat Wreck Chords, ma un contratto ufficiale non è mai concretizzata. Nello stesso anno, il chitarrista Philip Hill è stato ricoverato con quattro costole rotte e un polmone collassato dopo aver partecipato ad una rissa. Poiché non disponeva di assicurazione medica, è stato istituito un conto per contribuire a raccogliere fondi per le sue spese mediche. La band si sciolse nuovamente nel giugno 2010.

## Formazione

### Gruppo prima dello scioglimento
- Phillip Hill – chitarrista (1992-2010)
- Keith Witt – cantante (1995-2000), (2008-2010)
- Chris Mason – batterista (2009-2010)
- Yvonne Szumski – bassista (2009-2010)

### Altri componenti
- Jemima Kate – bassista (2008-2009)
- Kevin Sierzega – cantante (2001-2003)
- Heather Tabor – bassista (1996-2003)
- Matt "Drastic" Yonker – batterista (1996-2003)
- Wes White – batterista (1994-1996)
- Roxsan Biggerstaff – bassista (1995-1996)
- Keaton Sims – cantante (1994-1995)
- Janell Saxton – bassists (1992-1995)
- Steve Saxton – batterista (1992-1994)
- Matt Benson – cantante (1992-1993)
- Chris Trujillo – batterista (1992)

## Discografia

### Album
- Teen Idols (1997)
- Pucker Up (1999)
- Full Leather Jacket (2000)
- Nothing to Prove (2003)